# Паци, Альфред
А́льфред Па́ци (нем. Alfred Paci; род. 1953) — швейцарский кёрлингист.

## Достижения
- Чемпионат Европы по кёрлингу: золото (1983).

## Команды
| Сезон   | Четвёртый   | Третий         | Второй              | Первый       | Запасной | Турниры |
| ------- | ----------- | -------------- | ------------------- | ------------ | -------- | ------- |
| 1983—84 | Амеди Бинер | Вальтер Билсер | Алекс Ауфденблаттен | Альфред Паци |          | ЧЕ 1983 |

(скипы выделены полужирным шрифтом)